# Dark Floors
Dark Floors este un film de groază finlandez ce îi are ca protagoniști pe membrii trupei Lordi. Filmul a fost lansat în februarie 2008, logo-ul fiind făcut de însuși frontman-ul Mr Lordi. Cu ocazia lansării a fost compusă și melodia Beasts Loose in Paradise care apare la finalul filmului.

## Povestea filmului
Un bărbat ajunge într-un spital cu fiica sa autistă. Împreună cu încă trei oameni, aceștia rămân blocați într-un spital împreună cu niște creaturi infernale. Pe parcursul filmului, bărbatul află că fiica sa reprezintă cheia învingerii acestor monștri însetați de dorința de a ucide pe oricine le stă în cale.

## Distribuție
- Wiliam Hope-Jon
- Leon Herbert-Rick
- Ronald Pickup-Tobias
- Philip Bretherton-Walter
- Noah Huntley-Ben
- Dominique McElligott-Emily
- Skye Bennett-Sarah
- Mr Lordi-Monstrul conducator
- Amen Ra-Monstrul
- Kita-Monstrul
- Awa-Monstrul
- Ox-Monstrul

## Producție
Conceptul filmului a prezentat un interes major pentru Mr Lordi încă de la înființarea trupei. Odată cu producția filmului de scurt metraj "The Kin"-2004, experiența lui Mr Lordi în machiaj, costume și efecte speciale a crescut. Astfel, după câștigarea Eurovision, Mr Lordi l-a contactat pe producătorul Markus Selin.

### Actori
Majoritatea actorilor prezenți sunt britanici, o alegere făcută de Mr Lordi. Filmul a fost produs în perioada martie-aprilie 2007.

### Buget
Bugetul "Dark Floors" s-a ridicat la 4,3 milioane de dolari, fiind cel mai scump film produs în Finlanda. O mare parte din acest buget o reprezintă efectele speciale, construcția platoului de filmare și o campanie uriașă de marketing.

## Vezi și
- Ghost House Pictures